# Viva la libertà
Viva la libertad, titulada en italiano Viva la libertà, es una película italiana de 2013 dirigida por Roberto Andò, quien además escribió la novela en cual se basa el filme, Il trono vuoto.

## Trama
Enrico Oliveri es un experimentado político de centroizquierda cuyo fracaso parece irreversible. Todas las encuestas lo ven como perdedor en las próximas elecciones y su partido quiere expulsarlo. Por lo tanto decide desaparecer por un tiempo: se refugia de incógnito en París, en la casa de una examante, Danielle, ahora casada con un famoso director de cine. 
El pánico se apodera de sus compañeros de partido al no poder encontrarlo. A su mano derecha, Andrea Bottini, se le ocurre la idea de colocar en el lugar del político al hermano gemelo de este, Giovanni Ernani, un excéntrico escritor y filósofo que ha pasado por el psiquiátrico. El cambio resulta difícil de controlar pero provoca agradables sorpresas.

## Reparto
- Toni Servillo como Enrico Oliveri/Giovanni Ernani.
- Valerio Mastandrea como Andrea Bottini.
- Valeria Bruni Tedeschi como Danielle.
- Michela Cescon como Anna.
- Anna Bonaiuto como Evelina Pileggi.
- Eric Nguyen como Mung.
- Judith Davis como Mara.
- Andrea Renzi como De Bellis.
- Massimo De Francovich como el Presidente della Repubblica.
- Renato Scarpa como Arrighi.
- Lucia Mascino como Contestatrice.
- Giulia Andò como Hostess.
- Stella Kent como Hélène.
- Brice Fournier como Bertrand.
- Olivier Martinaud como Claude.
- Federico Torre como Portiere.
- Gianrico Tedeschi como Furlan.
- Antonio Gerardi como Guardia del corpo.